# Limnodromus griseus
Il Limnodromo grigio (Limnodromus griseus, Gmelin, 1789) è un uccello della famiglia degli Scolopacidae.

## Sistematica
Limnodromus griseus ha tre sottospecie:
- L. griseus caurinus
- L. griseus griseus
- L. griseus hendersoni

## Distribuzione e habitat
Come il Limnodromus scolopaceus, anche questo piro-piro vive in tutto il Nord America, ma a differenza del suo "cugino" più grande, raggiunge latitudini più elevate spingendosi fino in Groenlandia e sulle isole canadesi; durante l'inverno migra a sud nei Caraibi e in Sud America arrivando fino all'Argentina e al Cile settentrionali. È di passo in Spagna, Portogallo, Francia, Regno Unito, Irlanda, Islanda e Penisola Scandinava, ma anche nelle Bermude, in Marocco, Ghana e Giappone.

## Galleria d'immagini

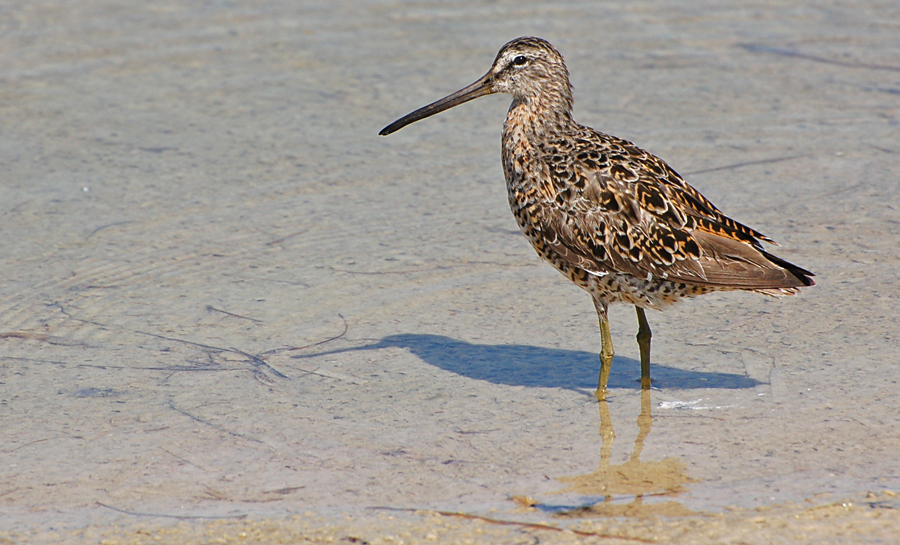